# Metazygia yucumo
Metazygia yucumo là một loài nhện trong họ Araneidae.
Loài này thuộc chi Metazygia. Metazygia yucumo được Herbert Walter Levi miêu tả năm 1995.